# Kagami biraki

Kagami mocsi

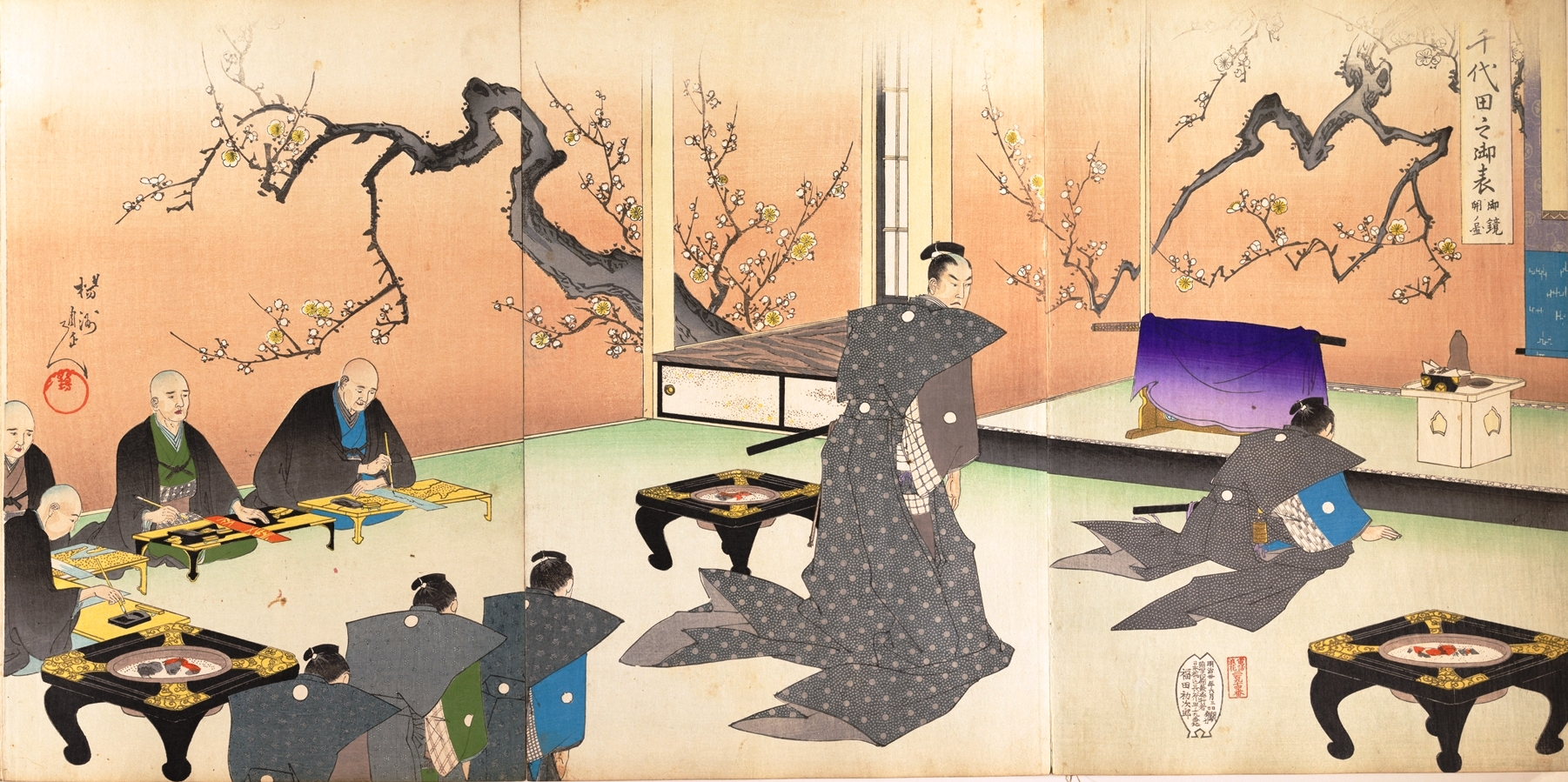
Kagami biraki szertartás az Edo-kastélyban

A kagami biraki japán  szertartás, a „mocsi megtörése”, szó szerinti fordításban a „tükör nyitása”. Hagyományosan január 11-én tartják. A kagami mocsi megbontására utal, amikor fakalapáccsal szakés hordót nyitnak ki egy ünnepség keretében.

## Története
Háromszáz évvel ezelőtt a negyedik Tokugawa sógun volt az első, aki megtartotta ezt a szertartást. A háború előestéjén összehívta a daimjókat (földesurakat) a kastélyába, hogy feltörje a szakés hordót. A győzelem után új hagyomány született.
Japánban a mocsi hagyományosan otthon készül, de a legtöbb család ma már készen vásárolja a süteményeket. Az ünnepek alatt két kerek mocsit (kagami mocsi) egymás tetejére raknak (a felső kicsit kisebb mint az alsó), és egy házi sintó szentélybe  vagy buddhista oltárra, esetleg a tokonomába helyezik, felajánlásul az újévkor hozzájuk látogató isteneknek. A díszítő mocsit január 11-én kisebb darabokra törik és elfogyasztják.
A kagami mocsi ekkorra már általában elég törékeny,  repedések jelennek meg a felületén. A mocsi nem vágható késsel, mivel a vágáshoz negatív jelentés kapcsolódik (a kötelékek elvágása), ezért a mocsit kézzel vagy kalapáccsal törik. Sok japán harcművészeti dódzsóban megtartják a kagami biraki ünnepséget, hogy ezzel jelentsék be az újév első gyakorlatát.

## Fordítás
- Ez a szócikk részben vagy egészben  a   Kagami Biraki című angol Wikipédia-szócikk ezen változatának fordításán alapul.  Az eredeti cikk szerkesztőit annak laptörténete sorolja fel. Ez a jelzés csupán a megfogalmazás eredetét és a szerzői jogokat jelzi, nem szolgál a cikkben szereplő információk forrásmegjelöléseként.